# Femniterga plumans
Femniterga plumans är en fjärilsart som beskrevs av Druce 1907. Femniterga plumans ingår i släktet Femniterga och familjen juvelvingar. Inga underarter finns listade i Catalogue of Life.